# マック・ハリス
マック・ハリス（Mac Harris、2002年5月22日 - ）は、ジャパンラグビーリーグワンのコベルコ神戸スティーラーズに所属しているラグビーユニオン選手。

## 略歴
群馬県生まれ。日本国籍を持つ。
渋川ラグビースクール（小学生時代）、前橋ラグビースクール（中学生時代）、明和県央高校を経て、ニュージーランドのハミルトン・ボーイズ・ハイスクール、オタゴ大学に進む。
大学では、オタゴ大学RFC（Otago University Rugby Football Club）に所属。
2025年5月、大学4年時に ニュージーランド学生代表として来日。U20日本代表、JAPAN XVと対戦した。ハイランダーズのBチームにも在籍した。
2025年8月、ジャパンラグビーリーグワンのコベルコ神戸スティーラーズに加入。